# Аделсрид
Аделсрид (њем. Adelsried) општина је у њемачкој савезној држави Баварска. Једно је од 46 општинских средишта округа Аугсбург. Према процјени из 2010. у општини је живјело 2.277 становника. Посједује регионалну шифру (AGS) 9772111.

## Географија
Аделсрид се налази у савезној држави Баварска у округу Аугсбург. Општина се налази на надморској висини од 485 метара. Површина општине износи 9,7 km².

## Становништво
У самом мјесту је, према процјени из 2010. године, живјело 2.277 становника. Просјечна густина становништва износи 235 становника/km².